# Vela ai Giochi della XVI Olimpiade - 5,5 metri
La competizione della classe 5,5 metri  di vela ai Giochi della XVI Olimpiade si è svolta nei giorni dal 26 novembre al 5 dicembre 1956 nella Baia di Port Phillip.

## Partecipanti
| Nazione          | Barca      | Equipaggio                                                 |
| ---------------- | ---------- | ---------------------------------------------------------- |
| Australia        | Buraddoo   | Jock Sturrock, Devereaux Mytton, Doug Buxton               |
| Francia          | Gilliatt V | Albert Cadot, Dominique Perroud, Jean-Jacques Herbulot     |
| Germania         | Tilly      | Hans Lubinus, Adolf Stein, Ludwig Bielenberg               |
| Gran Bretagna    | Vision     | Robert Perry, David Bowker, John Desmond Dillon            |
| Italia           | Twins VIII | Massimo Oberti, Antonio Carattino, Antonio Cosentino       |
| Norvegia         | Viking     | Peder Lunde Sr., Halfdan Ditlev-Simonsen, Odd Harsheim     |
| Stati Uniti      | Rush IV    | Andy Schoettle, John Bryant, Robert Stinson                |
| Sudafrica        | Yeoman V   | Noel Horsfield, Dennis Hegarty, Geoff Myburgh              |
| Svezia           | Rush V     | Lars Thörn, Hjalmar Karlsson, Sture Stork                  |
| Unione Sovietica | Družba     | Konstantin Aleksandrov, Konstantin Mel'gunov, Lev Alekseev |

## Risultati
| Regata 1 26 novembre | Regata 1 26 novembre | Regata 1 26 novembre | Regata 1 26 novembre | Regata 2 27 novembre | Regata 2 27 novembre | Regata 2 27 novembre | Regata 2 27 novembre | Regata 3 28 novembre | Regata 3 28 novembre | Regata 3 28 novembre | Regata 3 28 novembre |
| Pos.                 | Nazione              | Tempo                | Punti                | Pos.                 | Nazione              | Tempo                | Punti                | Pos.                 | Nazione              | Tempo                | Punti                |
| -------------------- | -------------------- | -------------------- | -------------------- | -------------------- | -------------------- | -------------------- | -------------------- | -------------------- | -------------------- | -------------------- | -------------------- |
| 1                    | Viking               | 2:33:20              | 1101                 | 1                    | Rush V               | 2:47:25              | 1101                 | 1                    | Rush V               | 3:33:53              | 1101                 |
| 2                    | Rush IV              | 2:33:28              | 800                  | 2                    | Vision               | 2:48:05              | 800                  | 2                    | Buraddoo             | 3:36:17              | 800                  |
| 3                    | Vision               | 2:34:06              | 624                  | 3                    | Rush IV              | 2:49:17              | 624                  | 3                    | Rush IV              | 3:38:07              | 624                  |
| 4                    | Buraddoo             | 2:35:07              | 499                  | 4                    | Buraddoo             | 2:49:52              | 499                  | 4                    | Yeoman V             | 3:41:11              | 499                  |
| 5                    | Rush V               | 2:36:30              | 402                  | 5                    | Twins VIII           | 2:50:04              | 402                  | 5                    | Twins VIII           | 3:42:20              | 402                  |
| 6                    | Yeoman V             | 2:40:07              | 323                  | 6                    | Gilliatt V           | 2:50:05              | 323                  | 6                    | Viking               | 3:42:56              | 323                  |
| 7                    | Družba               | 2:40:13              | 256                  | 7                    | Viking               | 2:50:56              | 256                  | 7                    | Vision               | 3:43:23              | 256                  |
| 8                    | Tilly                | 2:42:01              | 198                  | 8                    | Yeoman V             | 2:51:39              | 198                  | 8                    | Tilly                | 3:43:38              | 198                  |
| 9                    | Twins VIII           | 2:42:03              | 147                  | 9                    | Družba               | 2:51:49              | 147                  | 9                    | Družba               | 3:47:20              | 147                  |
| 10                   | Gilliatt V           | 2:45:47              | 101                  | 10                   | Tilly                | 2:52:15              | 101                  | -                    | Gilliatt V           | DQ                   | 0                    |

| Regata 4 30 novembre | Regata 4 30 novembre | Regata 4 30 novembre | Regata 4 30 novembre | Regata 5 3 dicembre | Regata 5 3 dicembre | Regata 5 3 dicembre | Regata 5 3 dicembre | Regata 6 4 dicembre | Regata 6 4 dicembre | Regata 6 4 dicembre | Regata 6 4 dicembre | Regata 7 5 dicembre | Regata 7 5 dicembre | Regata 7 5 dicembre | Regata 7 5 dicembre |
| Pos.                 | Nazione              | Tempo                | Punti                | Pos.                | Nazione             | Tempo               | Punti               | Pos.                | Nazione             | Tempo               | Punti               | Pos.                | Nazione             | Tempo               | Punti               |
| -------------------- | -------------------- | -------------------- | -------------------- | ------------------- | ------------------- | ------------------- | ------------------- | ------------------- | ------------------- | ------------------- | ------------------- | ------------------- | ------------------- | ------------------- | ------------------- |
| 1                    | Vision               | 2:29:55              | 1,101                | 1                   | Buraddoo            | 2:24:45             | 1101                | 1                   | Rush V              | 3:33:03             | 1101                | 1                   | Viking              | 2:37:15             | 1101                |
| 2                    | Rush IV              | 2:30:08              | 800                  | 2                   | Rush V              | 2:24:53             | 800                 | 2                   | Rush IV             | 3:33:05             | 800                 | 2                   | Rush V              | 2:38:28             | 800                 |
| 3                    | Rush V               | 2:30:28              | 624                  | 3                   | Viking              | 2:27:36             | 624                 | 3                   | Buraddoo            | 3:33:43             | 624                 | 3                   | Vision              | 2:38:36             | 624                 |
| 4                    | Buraddoo             | 2:31:16              | 499                  | 4                   | Vision              | 2:28:09             | 499                 | 4                   | Gilliatt V          | 3:34:03             | 499                 | 4                   | Buraddoo            | 2:39:51             | 499                 |
| 5                    | Viking               | 2:32:46              | 402                  | 5                   | Družba              | 2:28:25             | 402                 | 5                   | Vision              | 3:34:14             | 402                 | 5                   | Gilliatt V          | 2:40:06             | 402                 |
| 6                    | Twins VIII           | 2:33:53              | 323                  | 6                   | Rush IV             | 2:29:02             | 323                 | 6                   | Družba              | 3:35:31             | 323                 | 6                   | Družba              | 2:40:23             | 323                 |
| 7                    | Tilly                | 2:36:03              | 256                  | 7                   | Gilliatt V          | 2:29:23             | 256                 | 7                   | Twins VIII          | 3:37:03             | 256                 | 7                   | Yeoman V            | 2:41:15             | 256                 |
| 8                    | Gilliatt V           | 2:36:20              | 198                  | 8                   | Yeoman V            | 2:29:33             | 198                 | 8                   | Viking              | 3:37:18             | 198                 | 8                   | Rush IV             | 2:41:31             | 198                 |
| -                    | Yeoman V             | DNF                  | 0                    | 9                   | Twins VIII          | 2:30:14             | 147                 | 9                   | Tilly               | 3:41:34             | 147                 | 9                   | Tilly               | 2:42:05             | 147                 |
| -                    | Družba               | DNF                  | 0                    | 10                  | Tilly               | 2:33:53             | 101                 | 10                  | Yeoman V            | 3:41:39             | 101                 | -                   | Twins VIII          | DNF                 | 0                   |

## Classifica finale
| Pos.    | Nazione          | Barca      | Equipaggio                                                 | Punti Totali | Punti ottenuti nelle regate | Punti ottenuti nelle regate | Punti ottenuti nelle regate | Punti ottenuti nelle regate | Punti ottenuti nelle regate | Punti ottenuti nelle regate | Punti ottenuti nelle regate |
| Pos.    | Nazione          | Barca      | Equipaggio                                                 | Punti Totali | 1                           | 2                           | 3                           | 4                           | 5                           | 6                           | 7                           |
| ------- | ---------------- | ---------- | ---------------------------------------------------------- | ------------ | --------------------------- | --------------------------- | --------------------------- | --------------------------- | --------------------------- | --------------------------- | --------------------------- |
| Oro     | Svezia           | Rush V     | Lars Thörn, Hjalmar Karlsson, Sture Stork                  | 5527         | 402                         | 1101                        | 1101                        | 624                         | 800                         | 1101                        | 800                         |
| Argento | Gran Bretagna    | Vision     | Robert Perry, David Bowker, John Desmond Dillon            | 4050         | 624                         | 800                         | 256                         | 1101                        | 499                         | 402                         | 624                         |
| Bronzo  | Australia        | Buraddoo   | Jock Sturrock, Devereaux Mytton, Doug Buxton               | 4022         | 499                         | 499                         | 800                         | 499                         | 1101                        | 624                         | 499                         |
| 4       | Stati Uniti      | Rush IV    | Andy Schoettle, John Bryant, Robert Stinson                | 3971         | 800                         | 624                         | 624                         | 800                         | 323                         | 800                         | 198                         |
| 5       | Norvegia         | Viking     | Peder Lunde Sr., Halfdan Ditlev-Simonsen, Odd Harsheim     | 3807         | 1101                        | 256                         | 323                         | 402                         | 624                         | 198                         | 1101                        |
| 6       | Francia          | Gilliatt V | Albert Cadot, Dominique Perroud, Jean-Jacques Herbulot     | 1779         | 101                         | 323                         | 0                           | 198                         | 256                         | 499                         | 402                         |
| 7       | Italia           | Twins VIII | Massimo Oberti, Antonio Carattino, Antonio Cosentino       | 1677         | 147                         | 402                         | 402                         | 323                         | 147                         | 256                         | 0                           |
| 8       | Unione Sovietica | Družba     | Konstantin Aleksandrov, Konstantin Mel'gunov, Lev Alekseev | 1598         | 256                         | 147                         | 147                         | 0                           | 402                         | 323                         | 323                         |
| 9       | Sudafrica        | Yeoman V   | Noel Horsfield, Dennis Hegarty, Geoff Myburgh              | 1575         | 323                         | 198                         | 499                         | 0                           | 198                         | 101                         | 256                         |
| 10      | Germania         | Tilly      | Hans Lubinus, Adolf Stein, Ludwig Bielenberg               | 1047         | 198                         | 101                         | 198                         | 256                         | 101                         | 147                         | 147                         |